# Поплавская, Ядвига Константиновна
Ядви́га Константи́новна Попла́вская  (бел. Ядзві́га Канстанці́наўна Папла́ўская; род. 1 мая 1949 года, Далидовичи, Воложинский район, БССР, СССР) — советская и белорусская эстрадная певица, пианистка, композитор, участница первого состава ансамбля «Верасы». Народная артистка Республики Беларусь (2006).

## Биография

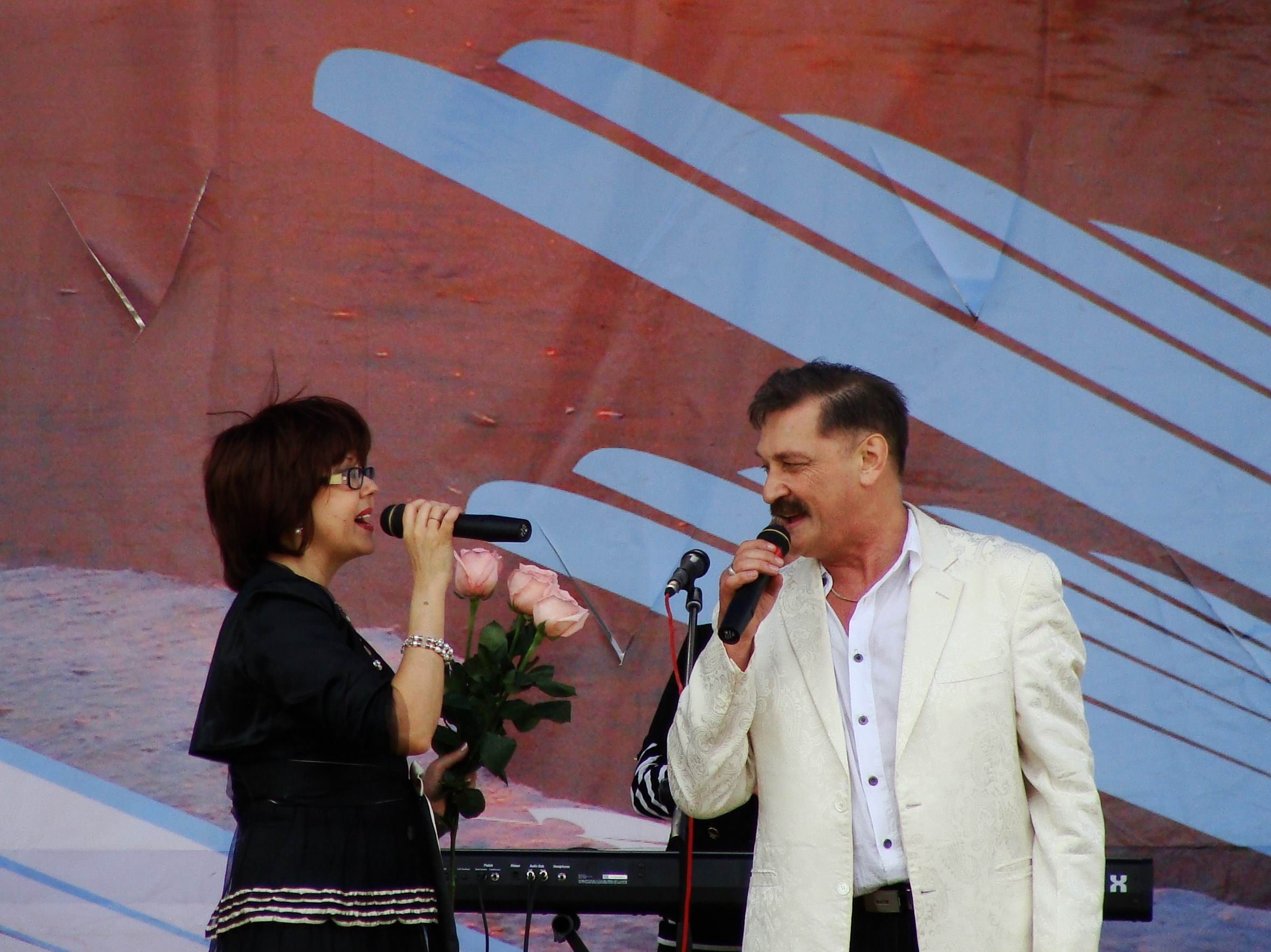
Александр Тиханович и Ядвига Поплавская. Северодвинск, День ВМФ, 2009 год

### Происхождение
Родилась в музыкальной семье, отец, хормейстер Константин Поплавский, вместе с Геннадием Цитовичем создавал Белорусский государственный народный хор.
В нашей семье было трое детей — старшая сестра, младший брат и я. У папы была мечта сделать семейное трио. Кристина должна была играть на фортепиано, я — на скрипке, а младший Чесик — на виолончели. Честно говоря, первый год я очень старалась, занималась добросовестно. Но мне было так трудно долго стоять и держать в руках скрипочку, что на меня махнули рукой и посадили за фортепиано. Здесь я тоже проявила усидчивость, потому что мне было интересно подбирать мелодии, играть с сестрой в 4 руки и видеть как это нравится маме и папе.
Окончила Белорусскую консерваторию дважды — по классу фортепиано (1972) и отделение композиции (1988).

### Творческая деятельность
В 1971 году была в числе основателей популярного в 1970-х годах минского ВИА «Верасы». В ансамбле играла на клавишных, исполняла вокальные партии, писала аранжировки. В 1973 году в ансамбль пришёл Александр Тиханович (бас-гитара, вокал, труба), ставший впоследствии мужем Ядвиги Поплавской.
В 1986 году Поплавская и Тиханович были вынуждены расстаться с ансамблем «Верасы», а в 1987 году попали в только что организованный Государственный оркестр Белоруссии под управлением Михаила Финберга.
После победы на конкурсе «Песня 1988» с песней «Счастливый случай» (музыка Эдуарда Ханка, слова Ларисы Рубальской) Поплавская и Тиханович создали дуэт с одноимённым названием, а позднее на основе дуэта была сформирована одноимённая группа. В группе «Счастливый случай» занималась аранжировкой, играла на клавишных и была вокалисткой. Группа участвовала в фестивале «Золотая лира» (Белоруссия), гастролировала в России, Белоруссии, Болгарии, Чехословакии, Германии, Югославии, Польше, Венгрии, Финляндии, Франции, Канаде и Израиле.
В 1988 г. вместе с мужем организует Театр песни Ядвиги Поплавской и Александра Тихановича, через студию которого прошло много молодых белорусских исполнителей — Александр Солодуха, группа «Ляпис Трубецкой» и др.
Песня «Чараўніца» вошла в репертуар дуэта Поплавской и Тиханович (как и группы «Чук i Гек», ансамбля песни и танца Вооружённых Сил Беларуси). За аранжировку Поплавская и Сергей Сухомлин стали победителями в номинации «Лучший аранжировщик года».
28 апреля 2017 года композитор Эдуард Ханок заявил, что его авторские права грубейшим образом нарушаются и он, как обладатель исключительных прав, с 26 апреля 2017 года запрещает исполнение и трансляцию произведений из репертуара Поплавской и Тихановича «Счастливый случай» на слова Ларисы Рубальской, «Я у бабушки живу» на слова Игоря Шаферана, «Завіруха» на слова Геннадия Буравкина, «Малиновки заслыша голосок» на слова Анатолия Поперечного. Комментируя ситуацию, дочь Ядвиги Поплавской, певица Анастасия Тиханович, раскрыла намерение Эдуарда Ханка получить за право в дальнейшем исполнять его песни 25000 долларов и невозможность их уплаты по причине больших трат на лечение её отца, Александра Тихановича. Эдуард Ханок также заявил о том, что намерен подать в суд на Ядвигу Поплавскую «в связи с защитой чести, достоинства и деловой репутации», отметив что ни одна белорусская газета, написавшая про похороны Тихановича, не упомянула о его авторстве «Малиновки». 3 мая 2017 г. Эдуард Ханок отказался подавать в суд, высказав мнение, что ему достаточно запрета на исполнение его песен. 5 июля 2017 г. Эдуард Ханок изменил свое решение и вновь поделился с журналистами намерением защитить свою «честь, достоинство и деловую репутацию» в суде, несмотря на то что данный запрет так и не был нарушен.

## Семья

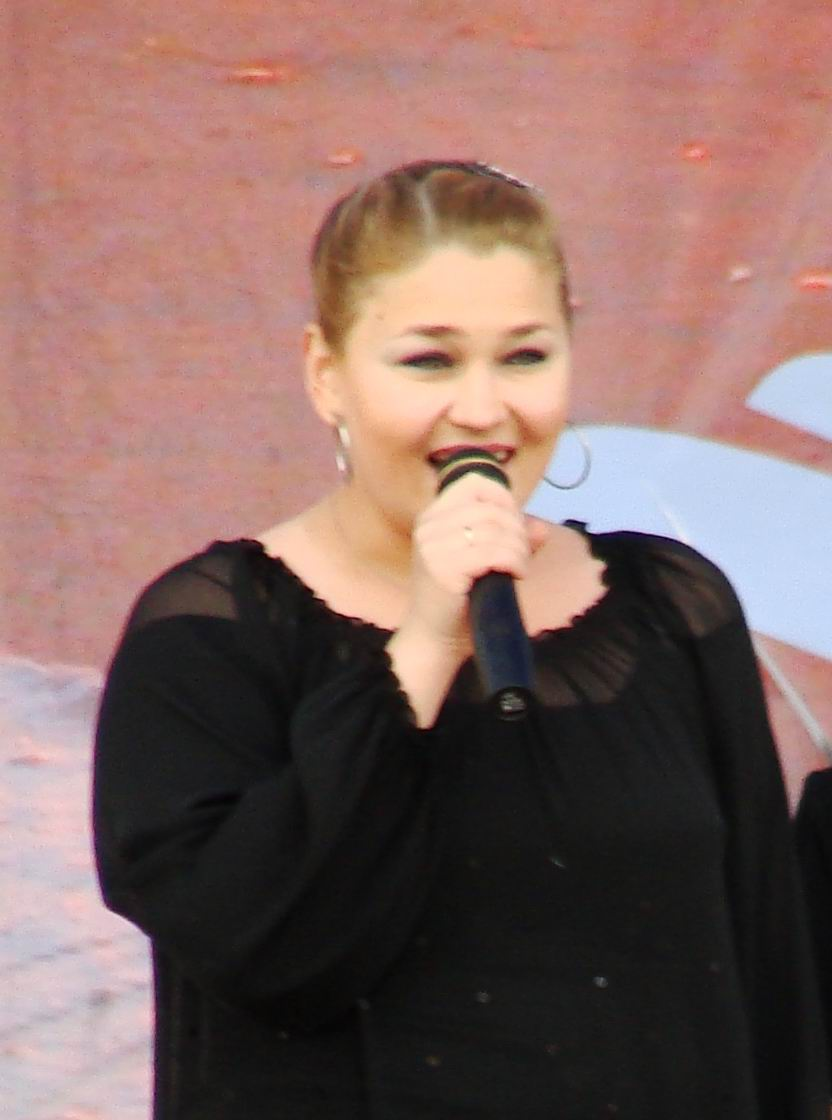
Анастасия, дочь звёздного дуэта, нередко выступает вместе с родителями

Отец — хормейстер Константин Поплавский, мать — Стефания Петровна Поплавская (1920—2018).
Муж — певец Александр Тиханович (1952—2017).
- Дочь — белорусская певица Анастасия Тиханович (род. 1980)[15].
  - Внук — Иван.

Брат — Чеслав-Виктор Поплавский (1951—2006) — участник ансамбля «Песняры»; сестра — Кристина — пианистка, выступала вместе с Ядвигой и Александром Тихановичами, играя на клавишных.

## Награды и звания
- Народная артистка Республики Беларусь (2006)[16].
- Заслуженная артистка Республики Беларусь (1991)[17].
- Почётная грамота Национального собрания Республики Беларусь (31 марта 2006 года) — за значительный вклад в подготовку кадров работников отрасли культуры, постановку многочисленных высокопрофессиональных праздничных мероприятий[18]

## Творчество
Альбомы ансамбля «ВЕРАСЫ»:
- «Наша дискотека»
- «Музыка для всех»

Самые известные песни ансамбля: «Малиновка» (музыка Э. Ханка, слова А. Поперечного), «Я у бабушки живу» (музыка Э. Ханка, слова И. Шаферана), «Белый снег» (музыка Э. Ханка, слова Г. Буравкина).
Альбомы Я. Поплавской и А. Тихановича:
- «Счастливый случай» (Фирма Мелодия, LP, 1989)
- «Музыка любви» (Фирма Мелодия; Эдди (Минск), LP, 1995)
- «От „Малиновки“ и до…» (Эдди. CD, 1997)
- «Жизнь — прекрасный миг» (Master Sound, CD, 1997)
- «Любовь судьба» (West Records, 2008)

Сериал «Она не могла иначе» (Беларусь, Россия, 2013) — камео, эпизод.

### Мультфильмы
- 1984 — Пинчер Боб и семь колокольчиков